# Dacula (Georgia)
Dacula es una ciudad ubicada en el condado de Gwinnett, en el estado estadounidense de Georgia. Es un suburbio de Atlanta, localizado a unos 60 km al noreste del centro de la ciudad. En el censo de 2010, su población era de 4.442 habitantes. Tiene una población estimada, a mediados de 2019, de 6.350 habitantes.

## Demografía
En el 2000 la renta per cápita promedia del hogar era de $57,525, y el ingreso promedio para una familia era de $58,603. El ingreso per cápita para la localidad era de $19,720. Los hombres tenían un ingreso per cápita de $40,616 contra $27,380 para las mujeres.

## Geografía
Dacula se encuentra ubicado en las coordenadas 33°59′15″N 83°53′31″O / 33.98750, -83.89194 (33.987598, -83.891926).
Según la Oficina del Censo, la localidad tiene un área total de 7,5 km² (2,9 mi²), de la cual 7,5 km² (2,9 mi²) es tierra y 0 km² (0 mi²) (0.00%) es agua.